# Збройні сили Республіки Кіпр
Збройні сили Республіки Кіпр на Кіпрі і за його межами відомі як Національна гвардія (грец. Εθνική Φρουρά). Це єдині озброєні сили, що мають у своєму складі сухопутний, морської та повітряний компоненти (командування).
Національна гвардія Республіки Кіпр комплектується на підставі закону про загальну військову повинність. Військова служба обов'язкова для греків кіпріотів чоловічої статі, громадян Республіки Кіпр, які досягли віку 18 років та триває 24 місяці. Після демобілізації військовослужбовці зараховуються в резерв та призиваються на регулярні збори.

## Загальні відомості
| Національна гвардія Республіки Кіпр                 | Національна гвардія Республіки Кіпр |
| --------------------------------------------------- | --- |
| Види збройних сил:                                  | Національна гвардія республіки Кіпр (грец. Εθνική Φρουρά етніки Фрура), включаючи військово-морську та військово-повітряну компоненти |
| Призовний вік і порядок комплектування:             | На обов'язкову військову службу в Національну гвардію Республіки Кіпр призиваються греки кіпріоти чоловічої статі у віці 18-50 років; 17 річні юнаки можуть надійти на добровільну службу; жінки можуть надійти на службу за контрактом на 3 роки; звичайна тривалість військової служби в Національній гвардії Республіки Кіпр — 25 місяців. |
| Людські ресурси, доступні для військової служби:    | чоловіки віком 16-49: 199,767 жінки віком 16-49: 190,665 (2008 оціночно) |
| Людські ресурси, придатні для військової служби:    | чоловіки віком 16-49: 165,615 жінки віком 16-49: 159,362 (2009 оціночно) |
| Людські ресурси, щорічно досягають призовного віку: | чоловіки: 6,241 жінки: 5,979 (2009 оціночно) |
| Військові витрати — відсоток від ВВП:               | 3,8 % (2005 оціночно) |

## Склад збройних сил
Генеральний штаб Національної гвардії (грец. Γενικό Επιτελείο Εθνικής Φρουράς) 
Командування військ спеціального призначення (грец. Διοίκηση Kαταδρόμων) (ΔΚ)
Військова поліція (грец. Στρατονομία) (ΣΝ)

### Сухопутний компонент
1-а піхотна дивізія (грец. I Μεραρχία Πεζικού) (Ι ΜΠ)
2-а піхотна дивізія (грец. II Μεραρχία Πεζικού) (ΙΙ ΜΠ)
4-а піхотна бригада (грец. IV Ταξιαρχία Πεζικού (ΙV ΤΑΞΠΖ)
8-а піхотна бригада (грец. VIII Ταξιαρχία Πεζικού (VIII ΤΑΞΠΖ)
20-я бронетанкова бригада (грец. XX Τεθωρακισμένη Ταξιαρχία) (ΧΧ ΤΘΤ)
3-я допоміжна бригада (грец. III Ταξιαρχία Υποστήριξης) (ΙΙΙ ΤΑΞΥΠ)
Артилерійське командування (грец. Διοίκηση Πυροβολικού) (ΔΠΒ)

### Військово-морський компонент
Морське командування (грец. Διοίκηση Ναυτικού) (ΔΝ)
Командування військово-морської бази
Командування бойових кораблів
Командування берегових батарей
Командування підводних руйнувань  
Загін підводних руйнувань (грец. Μονάδα Υποβρυχίων Καταστροφών) (ΜΥΚ)
Командування берегового спостереження (РЛС)

### Військово-повітряний компонент
Повітряне командування (грец. Διοίκηση Αεροπορίας) (ΔΑ)
* Центр координації рятувальних операцій (грец. Κέντρο Συντονισμού Έρευνας  — Διάσωσης) (ΚΣΕΔ)
- 449-та протитанкова вертолітна ескадрилья (грец. 449 Μοίρα Αντιαρματικών Ελικοπτέρων) (449ΜΑΕ)
- 450-та вертолітна ескадрилья (грец. 450 Μοίρα Ελικοπτέρων) (450 Μ.Ε/Π)

## Військові звання та відзнаки

### Генерали та офіцери
| Категорії          | Генерали          | Генерали          | Генерали      | Старші офіцери | Старші офіцери     | Старші офіцери | Молодші офіцери | Молодші офіцери   | Молодші офіцери |
| ------------------ | ----------------- | ----------------- | ------------- | -------------- | ------------------ | -------------- | --------------- | ----------------- | --------------- |
|                    |                   |                   |               |                |                    |                |                 |                   |                 |
| Грецьке звання     | Αντιστράτηγος     | Υποστράτηγος      | Ταξίαρχος     | Συνταγματάρχης | Αντισυνταγματάρχης | Ταγματάρχης    | Λοχαγός         | Υπολοχαγός        | Ανθυπολοχαγός   |
| Український аналог | Генерал-полковник | Генерал-лейтенант | Генерал-майор | Полковник      | Підполковник       | Майор          | Капітан         | Старший лейтенант | Лейтенант       |

### Сержанти та рядові
| Категорії          | підофіцери        | підофіцери | Сержанти та старшини | Сержанти та старшини | Сержанти та старшини | Сержанти та старшини | Солдати     | Солдати    |
| ------------------ | ----------------- | ---------- | -------------------- | -------------------- | -------------------- | -------------------- | ----------- | ---------- |
|                    |                   |            |                      |                      |                      |                      |             |            |
| грецьке звання     | Ανθυπασπιστής     | Αρχιλοχίας | Επιλοχίας            | Λοχίας               | Έφεδρος Λοχίας       | Δεκανέας             | Υποδεκανέας | Στρατιώτης |
| Український аналог | Старший прапорщик | Прапорщик  | Старшина             | Старший сержант      | сержант              | Молодший сержант     | Єфрейтор    | Рядовий    |

## Галерея

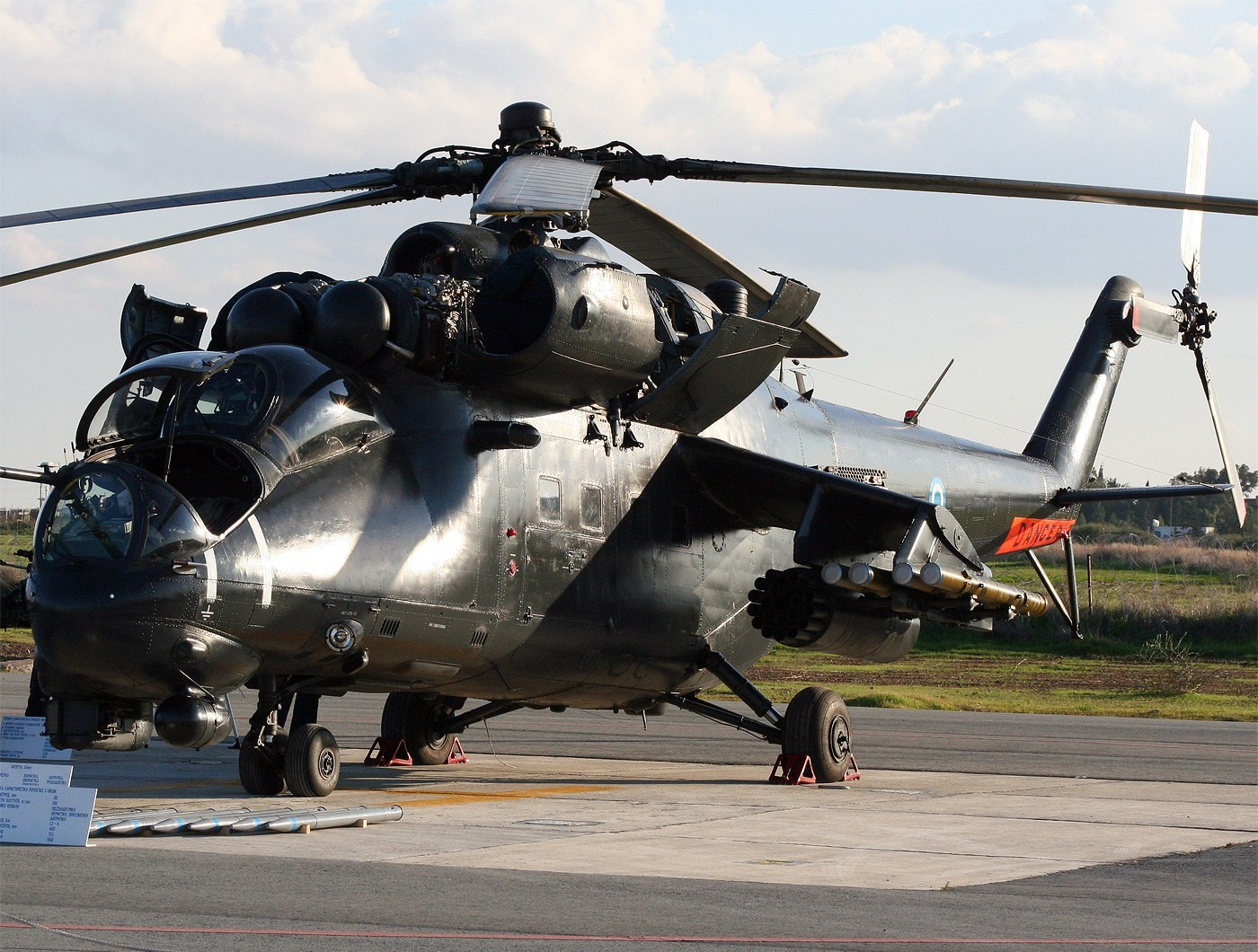
Мі-35 ВПС Кіпру
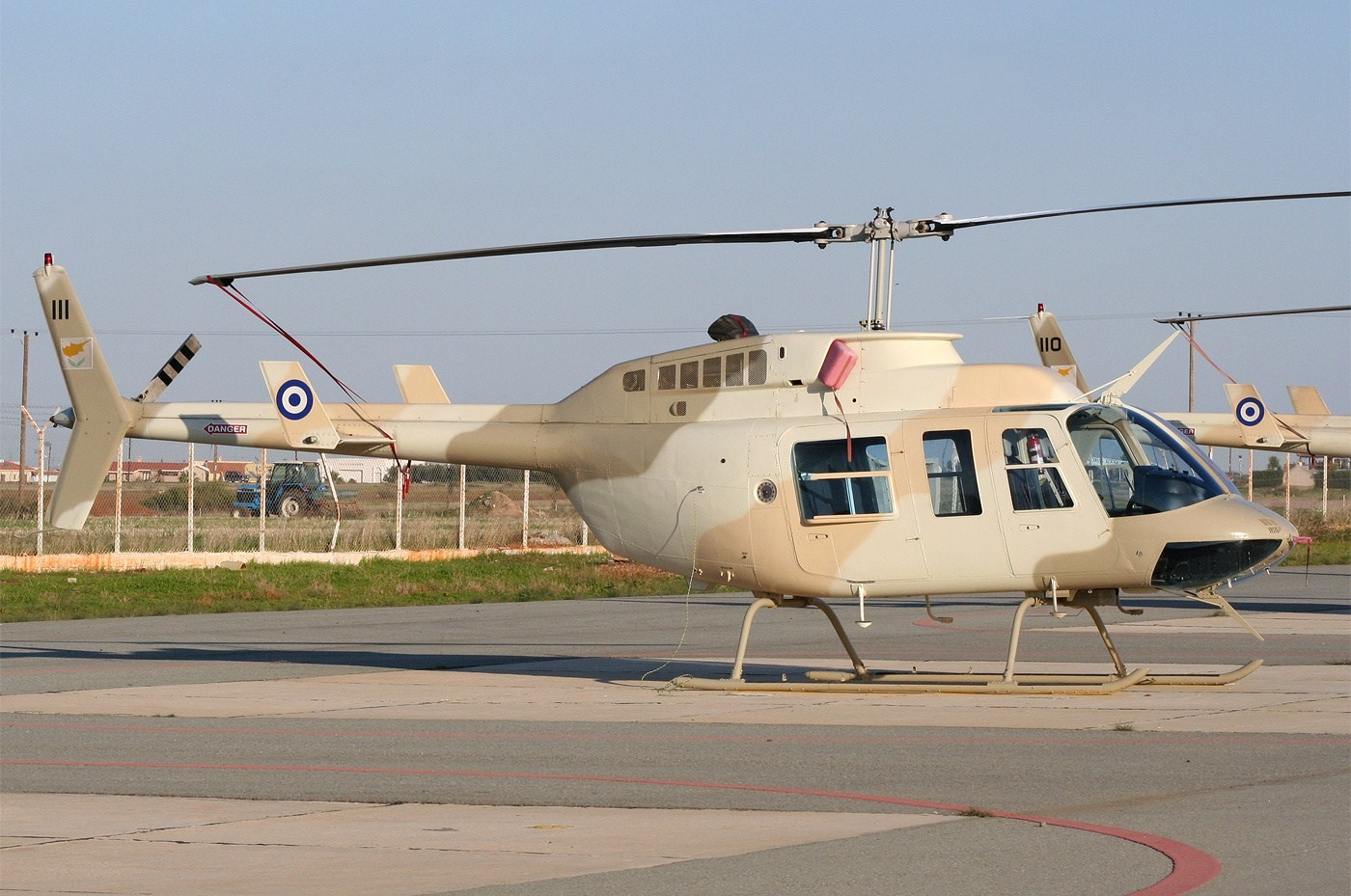
Белл-206L3 ВПС Кіпру
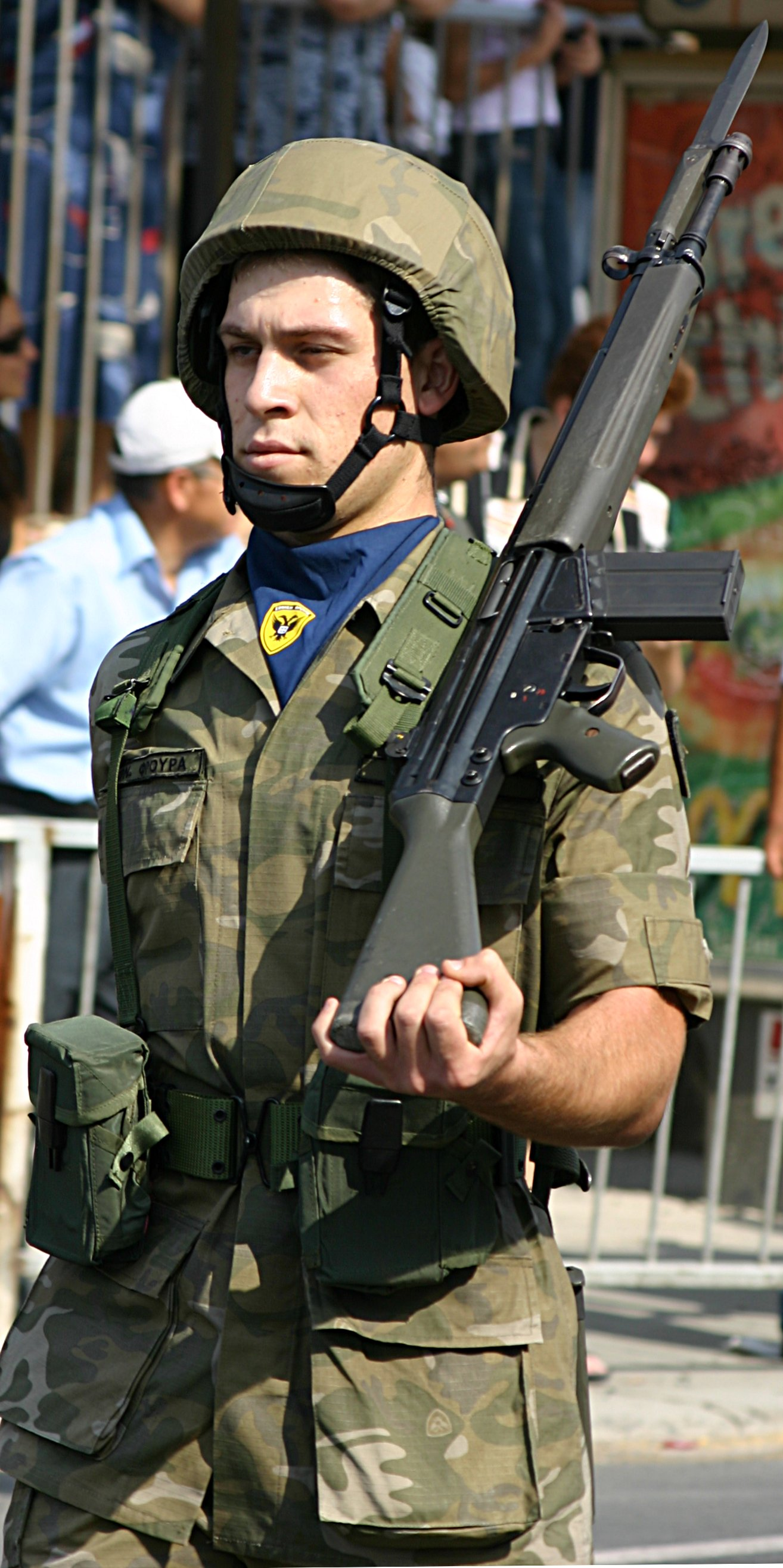
солдат Національної гвардії з гвинтівкою G-3A3/CNG Камуфляж
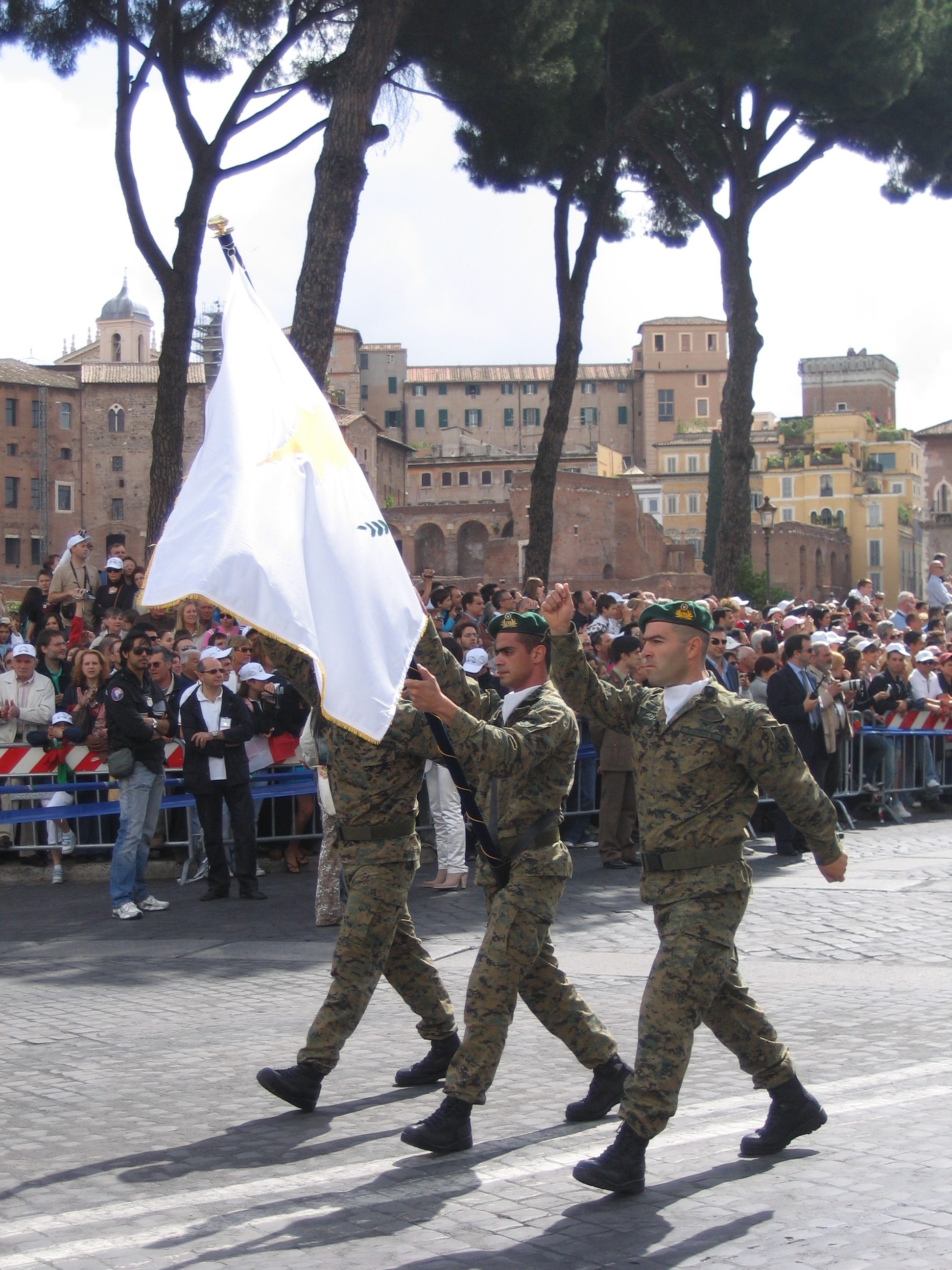
Солдати Національної гвардії марширують на військовому параді Republic Fest Military Parade в 2007, Італія.